# Секст Юлий Цезарь (консул 157 года до н. э.)
Секст Ю́лий Це́зарь (лат. Sextus Iulius Caesar; умер после 147 года до н. э.) — римский военачальник и политический деятель из патрицианского рода Юлиев, консул 157 года до н. э.

## Происхождение
Секст Юлий принадлежал к древнему патрицианскому роду, представители которого возводили свою генеалогию к богине Венере через Энея. В период с 489 по 379 годы до н. э. Юлии неоднократно становились консулами и военными трибунами с консульской властью, но в дальнейшем около 200 лет почти не упоминались в источниках. Капитолийские фасты называют преномены его отца и деда — Секст и Луций соответственно. Предположительно Секст-старший — это претор 208 года до н. э.

## Биография
Первое упоминание Секста Юлия в сохранившихся источниках относится к 181 году до н. э., когда он был военным трибуном в армии консула Луция Эмилия Павла (впоследствии Македонского). Павел воевал с лигурами; известно, что Цезарь вместе с Луцием Аврелием Коттой командовал III легионом в одном из сражений. Впрочем, исследователи полагают, что весь рассказ об этой войне у Ливия может восходить к одной из выдумок анналистов.
В 169 году до н. э. сенат направил Секста Юлия вместе с Гаем Семпронием Блезом на Балканы в качестве послов. В это время шла Третья Македонская война, и римский военачальник Луций Гортензий самовольно занял и разграбил греческий город Абдеры, а его жителей обратил в рабство. Послы передали Гортензию и проконсулу Авлу Гостилию Манцину приказ сената: «война с абдерцами начата незаконно, и справедливость требует разыскать всех проданных в рабство и вернуть им свободу». Возможно, на тот момент Цезарь был уже квесторием (бывшим квестором).
В 165 году до н. э. Секст Юлий занимал должность курульного эдила. Совместно с коллегой, Гнеем Корнелием Долабеллой, он организовал во время Мегалезийских игр постановку комедии Публия Теренция Афра «Свекровь» (лат. Hecyra).
Вершиной карьеры Секста Юлия стал в 157 году до н. э. консулат, совместный с плебеем Луцием Аврелием Орестом; Секст был первым Цезарем, достигшим консулата. В 147 году до н. э. Секст Юлий возглавил посольство в Грецию. Власти Ахейского союза начали вести себя враждебно по отношению к Риму после аннексии последним Македонии, и задачей Цезаря было уговорить греков «по необходимости не входить во вражду с римлянами». Но переговоры в городах Эгий и Тегея закончились полной неудачей, что сделало неизбежной войну и окончательное подчинение Греции Римом.
Вильгельм Друман предположил, что военный трибун 181 года и консул 157 года — это два разных Секста Юлия Цезаря. Но Фридрих Мюнцер уверен, что эта гипотеза не имеет под собой никаких оснований.

## Потомки
Предположительно сыновьями Секста Юлия были претор 123 года до н. э. того же имени и Луций Юлий Цезарь, занимавший в какой-то момент должность монетария. Последний, женатый на матери Квинта Лутация Катула, был отцом Луция Юлия Цезаря (консула 90 года до н. э.) и Гая Юлия Цезаря Страбона Вописка, прадедом Марка Антония.